# Tokorcs
Tokorcs là một thị trấn thuộc hạt Vas, Hungary. Thị trấn này có diện tích 6,4 km², dân số năm 2010 là 347 người, mật độ 54 người/km².